# Demerval Lobão
Demerval Lobão là một đô thị thuộc bang Piauí, Brasil. Đô thị này có diện tích 221,023 km², dân số năm 2007 là 12783 người, mật độ 57,84 người/km².